# Таратутине
Тарату́тине — село в Україні, у Краснопільській селищній громаді Сумського району Сумської області. Населення становить 74 осіб. До 2016 орган місцевого самоврядування — Краснопільська селищна рада.

## Географія
Розташоване в балці Мусіїв Яр, на відстані 2.5 км знаходиться село Новодмитрівка.
Селом протікає річка Довжик, ліва притока Закобильної. За 2 км пролягає залізниця, станція П'ятипілля.

## Історія
- Село постраждало внаслідок геноциду українського народу, проведеного урядом СССР 1923—1933 та 1946–1947 роках.
- 12 червня 2020 року, відповідно до розпорядження Кабінету Міністрів України № 723-р «Про визначення адміністративних центрів та затвердження територій територіальних громад Сумської області», село увійшло до складу Краснопільської селищної громади[1].
- 19 липня 2020 року, в результаті адміністративно-територіальної реформи та ліквідації Краснопільського району, увійшло до складу новоутвореного Сумського району[2].

#### Російське вторгнення в Україну (з 2022)
- 26 серпня 2024 року російські загарбники продовжували обстрілювати прикордонні території Сумської області. Зокрема в селі 2 обстріли: 5 вибухів, ймовірно ствольна артилерія 122 мм[3].